# 普雷尼亞斯
普雷尼亞斯，是阿爾巴尼亞东部艾巴申州的一个市镇。该市镇成立于2015年地方政府改革后，由原4个市镇合并而成，原4个市镇则成为新市镇的行政分区。行政中心为普雷尼亚斯镇。市镇面積为323.17平方公里，2011年人口数量为24,906人，普雷尼亚斯镇的人口数量则为5,847人。